# Fritz van Calker
Fritz van Calker, född 24 oktober 1864 i Lindau, död 15 maj 1957 i Moosach, Bayern, var en tysk jurist
Calker blev professor vid Strassburgs universitet 1896 och vid Münchens universitet från 1920. Han var medutgivare av den stora Vergleichende Darstellung des deutschen und ausländischen Strafrechts (1906-09) och författade bland annat Die strafrechtliche Vernatwortlichkeit für auf Befehl begangene Handlungen (1891) och Frauenheilkunde und Strafrecht (1908).